# لالة ميراندا
لالة ميراندا (بالإنجليزية: Lalla Miranda)‏ هي مغنية أوبرا ومغنية أسترالية، ولدت في 1874 في ملبورن في أستراليا، وتوفيت في 1944.